# Tscheremoschka
Die Tscheremoschka (russisch Черемошка) ist ein rechter Nebenfluss der Buchtarma im Altaigebirge von Ostkasachstan.
Der Fluss entspringt in den südwestlichen Ausläufern des Qysylqaraghai-Gebirgszugs. Er fließt in überwiegend nordwestlicher Richtung. Dabei passiert er die Ortschaft Üschbulaq (Үшбұлақ, bis 2010 Черемошка Tscheremoschka). Später fließen ihm von rechts die Flüsse Jasowaja und Seredtschicha zu. Bevor er bei dem Weiler Ust-Jasowaja in die Buchtarma mündet, vollführt der Fluss eine scharfe Biegung nach Westen. Der Fluss entwässert ein Areal von etwa 450 km². Nahe der Mündung beträgt der mittlere Abfluss 5,7 m³/s. Der Fluss wird hauptsächlich von der Schneeschmelze gespeist. Die größten Abflüsse treten im Frühjahr auf: 15,37 m³/s im April, 22,73 m³/s im Mai und 8,88 m³/s im Juni (Monatsmittel). 